# Thyreus waroonensis
Thyreus waroonensis är en biart som först beskrevs av Cockerell 1913.  Thyreus waroonensis ingår i släktet Thyreus och familjen långtungebin. Inga underarter finns listade i Catalogue of Life.

## Bildgalleri

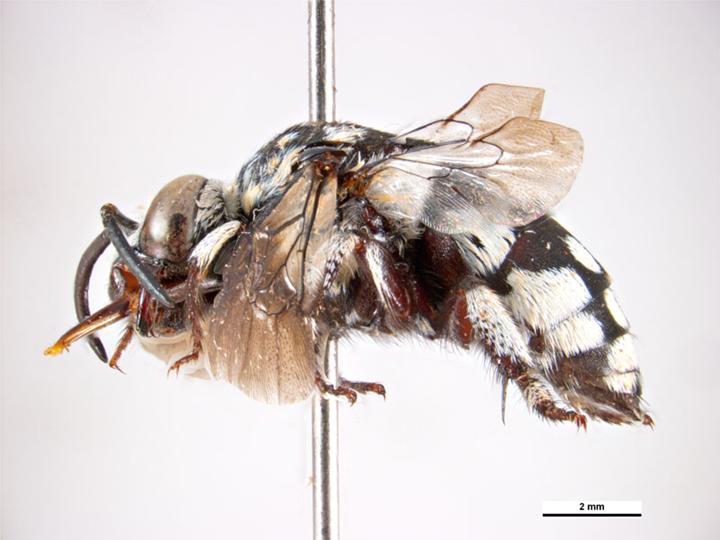
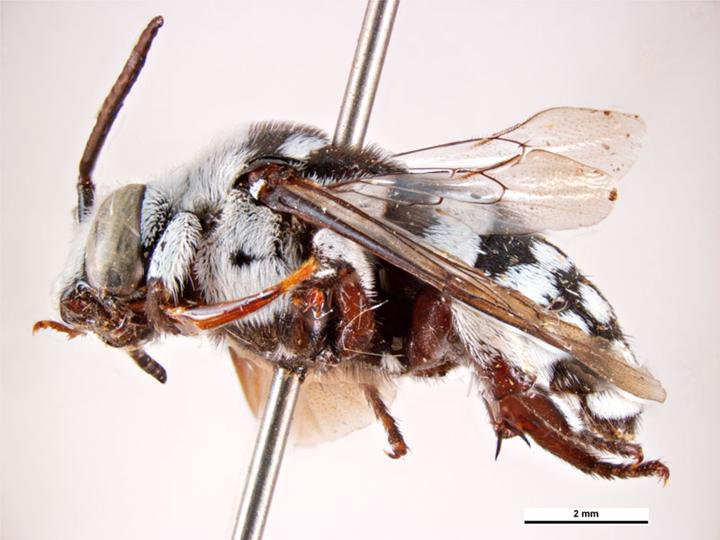